# Jerzy (Szalamberidze)
Jerzy, imię świeckie Guri Szalamberidze (ur. 25 lutego 1940) – gruziński duchowny prawosławny, od 2000 metropolita Tkibuli i Terdżoli.

## Życiorys
21 września 1971 otrzymał święcenia diakonatu, a 23 listopada tegoż roku – prezbiteratu. 14 października 1988 otrzymał chirotonię biskupią. 28 listopada 2000 podniesiony został do godności metropolity.